# Segelfluggelände Degmarn

i7
i11
i13
Das Segelfluggelände Degmarn liegt im Ortsteil Degmarn der Gemeinde Oedheim im Landkreis Heilbronn in Baden-Württemberg, etwa 2 km nordöstlich des Zentrums von Oedheim.

## Flugbetrieb
Das Segelfluggelände ist mit einer westlich gelegenen, 500 m langen und 30 m breiten Start- und Landebahn aus Gras (Richtung 07/25) und einer östlich gelegenen, 550 m langen und 30 m breiten Start- und Landebahn aus Gras (Richtung 08/26) ausgestattet. Es besitzt eine Betriebszulassung für Segelflugzeuge, Motorsegler und Ultraleichtflugzeuge. Segelflugzeuge starten per Flugzeugschlepp oder Windenstart. Der Halter und Betreiber des Segelfluggeländes ist der Luftsportverein Bad Friedrichshall-Oedheim e. V.